# جون الأول، كونت هولندا

شعار النبالة هولندا

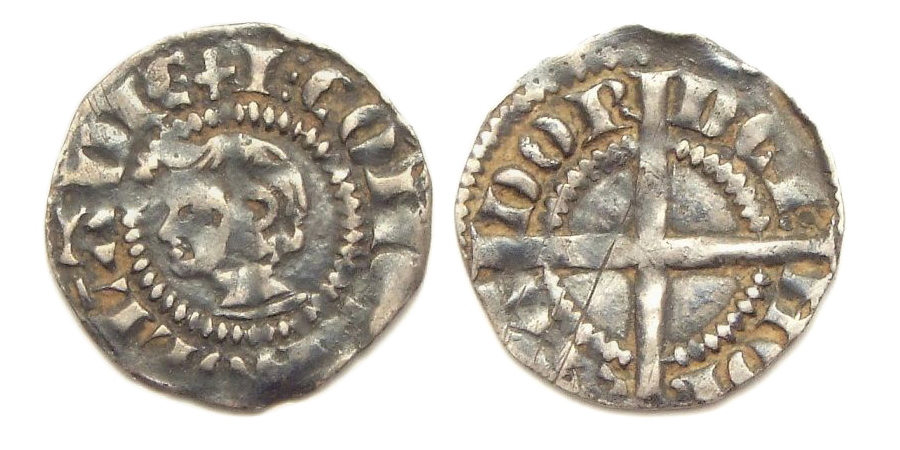
مقاطعة هولندا, عملة عليها صورة شخصية لجون الأول، كونت هولندا.

جون الأول (1284 – 10 نوفمبر 1299) كان كونت مقاطعة هولندا وابن فلوريس الخامس. ورث جون المقاطعة عام 1296 بعد مقتل والده.